# Pelotón

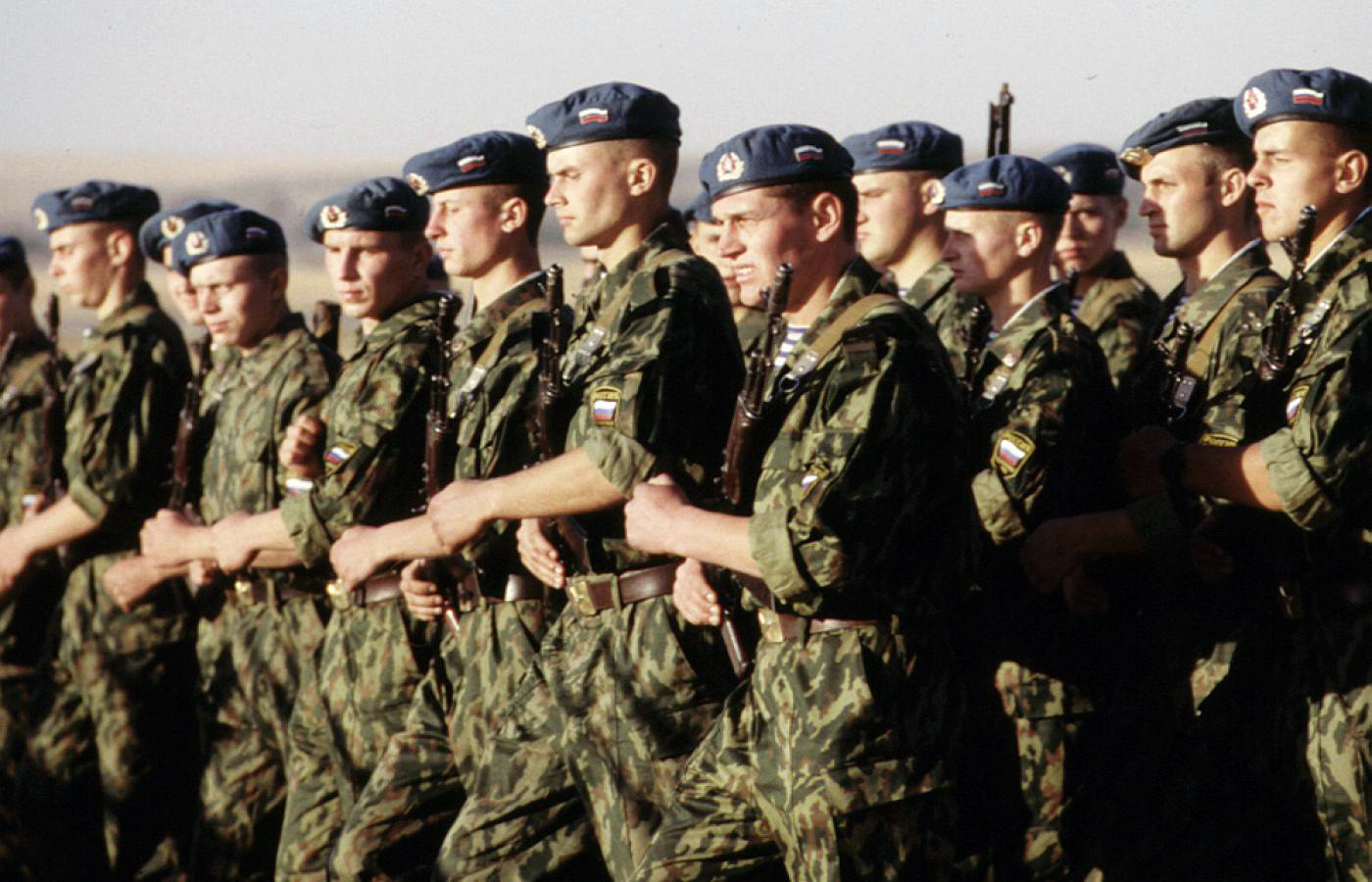
Pelotón ruso.

Un pelotón, en el ámbito militar, es una pequeña unidad militar compuesta generalmente de 20-50 soldados, y liderada generalmente por un teniente.
El tamaño del pelotón hace que las relaciones que se generan entre los miembros sean estrechas, similares a las de una clase de la escuela.
Los pelotones se pueden agrupar, de acuerdo a su organización, en compañía o secciones y se pueden dividir en patrullas o escuadras.

## Organización

### Argentina
En el Ejército Argentino los pelotones son llamados grupos.

### México
- Ejército.
  - Infantería: El pelotón es la unidad de instrucción y mínima de combate; está integrado por nueve elementos y su orgánica es la siguiente.

- Sgto. 2.º comandante del pelotón.
- Cabo comandante de la primera escuadra.
- Soldado de 1.ª de infantería
- Soldado de infantería fusilero
- Soldado de infantería granadero de fusil
la 2/a. escuadra homogénea a la primera, siendo un total de nueve elementos de tropa. Tres pelotones forman una sección (la cual es usualmente comandada por un Subteniente o Teniente)

### España
- Ejército de Tierra.
  - Infantería: Formado por dos escuadras de cuatro hombres y mandadas por un Cabo primero o sargento. Tres pelotones forman una sección.

### Estados Unidos
- Ejército de los Estados Unidos
  - Infantería ligera: Compuesto por tres escuadras de fusileros de nueve hombres, personal de mando y dos equipos de ametralladoras.[3] Suele estar comandado por un primer o segundo teniente.
  - Infantería, asalto aéreo y aerotransportados: Compuesto por personal de mando, tres escuadras de fusileros y una escuadra de armas de apoyo que se integra por dos equipos de ametralladoras y dos equipos antitanque.[4]
  - Rangers: Compuesto por personal de mando, tres escuadras de fusileros y una escuadra de ametralladoras.[5]
  - Blindada: Un pelotón de tanques o carros de combate está formado por cuatro unidades. El pelotón se divide en dos secciones, cada una de ellas formada por dos tanques.[6]

- Cuerpo de Marines de los Estados Unidos
  - Infantería: Usualmente están compuestos por tres escuadras de fusileros de trece hombres, un auxiliar naval de sanidad, un comandante de pelotón y un sargento de pelotón. Una de estas escuadras es de asalto y armas de apoyo.

### Chile
- Ejército de Chile

En el Ejército de Chile un pelotón es una unidad de formación compuesta por 4 escuadras de 10 Soldados cada una, además se añade los comandantes de escuadra, que van desde un cabo hasta un sargento y un comandante de pelotón, que puede ser desde un alférez hasta un teniente, y a veces sargentos primeros o suboficiales En total un pelotón está compuesto por 4 escuadras, 4 comandantes de escuadra y un comandante de pelotón. En total: 45 soldados

### El Arte de la Guerra
Según el general Sun Tzu (autor del tratado "El arte de la guerra"), un pelotón se compone de unos 25 hombres (cinco escuadras de cinco hombres) y al unirse a otro pelotón, formarían una "sección".

## Videojuegos
- En Gears of War los pelotones son de 4 Gears (soldados).

- En C&C:3TW los pelotones son de 6 y 9 soldados.

- En Halo 1,2,3: son de 3 a 8 marines.

- En Halo Wars son de 4 a 6 marines dependiendo su categoría. (incluyendo un médico)

- En crackdown2 son de 2 y 4 (2 en coche y 4 por helicóptero).

- En Company of Heroes son 3 ingenieros o 6 fusileros